# Aluísio Palhano Pedreira Ferreira
Aluísio Palhano Pedreira Ferreira (Pirajuí, 5 de setembro de 1922 – São Paulo, 21 de maio de 1971) foi um bancário, sindicalista e militante do grupo de luta armada Vanguarda Popular Revolucionária, desaparecido na ditadura militar brasileira. É um dos casos investigados e identificados por exame de DNA, após 47 anos de seu desaparecimento, pela Comissão da Verdade, que apura mortes e desaparecimentos na ditadura militar brasileira.

## Vida
Aluísio Palhano Pedreira Ferreira nasceu no dia 5 de setembro de 1922, na cidade de Pirajuí, em São Paulo. Era o segundo filho do fazendeiro  João Alves Pedreira Ferreira e de sua mulher Henise Palhano Pedreira Ferreira. Com apenas 7 anos de idade foi internado junto com seu irmão, Honésio, no Colégio Mackenzie em São Paulo, o qual fugiu de volta para sua cidade depois de três meses pois não havia se adaptado ao internato.
Em 1932, com 10 anos, após o falecimento do seu pai, Aluísio e sua família se mudaram para a casa da avó materna em Niterói, no Rio de Janeiro, onde foi internado, novamente, no Colégio Salesiano tendo se rebelado outra vez. Nesse mesmo período trabalhou no Cine Royal, propriedade de sua avó, como bilheteiro para ajudar no sustento da família enquanto terminava os estudos no Colégio Plínio Leite em Niterói. Após se formar em Direito pela UFF (Universidade Federal Fluminense), foi aprovado em um concurso público e iniciou a carreira de bancário trabalhando no Banco do Brasil aos 21 anos. Em 1947, com 25 anos, casou-se com Leda Pimenta, com quem teve dois filhos, Márcia e Honésio.
Ao mesmo tempo que iniciava no mercado de trabalho ingressou na política como sindicalista. Aluísio era bastante ativo politicamente, sempre atuante e combativo chegou a ser eleito duas vezes como Presidente do Sindicato dos Bancários e em agosto de 1963, elegeu-se presidente da Confederação Nacional dos Trabalhadores em Estabelecimentos de Crédito (Contec), associação sindical de âmbito nacional criada em julho de 1958. Em 1963, foi eleito presidente da Confederação dos Trabalhadores dos Estabelecimentos de Crédito e vice-presidente da antiga CGT, organização intersindical, também de âmbito nacional, fundada em 1962 com o objetivo de coordenar e dirigir o movimento sindical brasileiro.
Como presidente da Contec, participou das campanhas reivindicatórias e em defesa das reformas de base, que caracterizaram o governo de João Goulart (1961-1964). Em fevereiro de 1964 assinou manifesto de convocação para o comício presidido por Goulart, a ser realizado no dia 13 de março seguinte em frente à estação da Central do Brasil, no Rio, em defesa das liberdades democráticas, da extensão do voto aos analfabetos e soldados e da implementação das reformas de base. Em março, também como representante da Contec, participou de um congresso da Organização Internacional do Trabalho (OIT) na República Democrática Alemã, de onde regressou no dia 15, dois dias após o chamado Comício da Central.

## Ditadura
Sendo o líder sindical bancário mais proeminente da época, em 1964 após a implementação do Ato Institucional n°1, Aluísio foi demitido do Banco do Brasil e teve seus direitos políticos cassados sofrendo perseguição direta do regime militar, situação que o fez deixar o Brasil. Em maio do mesmo ano, pediu asilo na Embaixada do México, país onde permaneceu até o final de 1964 como editor do jornal dos exilados, Correio Brasiliense e foi posteriormente para Cuba. Lá, trabalhou na Rádio de Havana e foi eleito o representante brasileiro na Organização Latino-Americana de Solidariedade em 1966, em Havana. Ficou no país até 1970, quando voltou clandestinamente para o Brasil, como militante da organização clandestina Vanguarda Popular Revolucionária (VPR), tendo sido preso no dia 9 de maio do ano seguinte em São Paulo, cinco meses depois do seu retorno, sob o codinome de João Alves Pedreira Ferreira, identidade de seu falecido pai. Há a probabilidade que Aluísio tenha sido entregue pelo cabo José Anselmo dos Santos, um agente infiltrado, que era um intermediário com os seus contatos no Brasil.
Posteriormente, descobriu-se que governantes do regime militar vigiaram Aluísio entre os anos de 1964 até 1970. Neste período, manteve contato limitado com sua família, por ocasião do casamento de sua filha, sendo o último ocorrido no dia 24 de abril do mesmo ano. Depois disso, Aluísio foi dado como desaparecido.

## Sequestro
Em 1975, alguns presos políticos denunciaram a prisão e morte do ex-bancário a partir de uma carta-denúncia enviada para o presidente do Conselho Federal da OAB. O documento conhecido como "Bagulhão" atestou que o seu sequestro ocorreu no dia 9 de maio de 1971, na cidade de São Paulo. Aluísio foi levado para o Destacamento de Operações de Informação - Centro de Operações de Defesa Interna (DOI-CODI) de São Paulo, onde ficou por seis dias sendo duramente torturado. Depois teria sido encaminhado para a sede do Cenimar no Rio de Janeiro e por fim, do dia 15 de maio retornou para São Paulo onde sofreu com a tortura ininterrupta até que os presos perderam seu contato. Inês Etienne Romeu foi uma sobrevivente da ditadura, ela confirmou que conviveu com Aluízio na Casa da Morte, em Petrópolis, durante esse período relatou o estado debilitado de Aluísio, e as sessões repetidas de tortura que sofria. Sua morte ocorreu no dia 13 de maio, quando retornou ao DOI-CODI/SP, onde ficou por pouco mais de uma semana, até ser assassinado. Ela declarou:
| “ | “Mariano Joaquim da Silva o viu pessoalmente naquele centro clandestino, quando presenciou sua chegada e narrou o seu estado físico deplorável. Mariano também se tornou um desaparecido político naquele período. Inês declarou ainda ter ouvido a voz de Aluísio várias vezes, quando este foi interrogado na Casa da Morte” | ” |
|   | — Dossiê Ditadura: Mortos e Desaparecidos Políticos no Brasil – 1964-1985. São Paulo, IEVE/Imprensa Oficial, 2009, pp. 251-252. |   |

Assim como Inês, Nelson Rodrigues Filho, também sobrevivente, afirmou que conviveu com Aluízio no DOI-CODI/SP.
Em 1º de agosto de 1978, uma carta escrita por Altino Dantas Jr. - seu companheiro de prisão - e encaminhada ao Ministro do Superior Tribunal Militar, General Rodrigo Otávio Jordão Ramos, denunciava o assassinato de Palhano nas dependências do DOI-CODI da Rua Tutóia, em São Paulo, na madrugada de 21 de maio de 1971. Segundo o depoimento, confirmado pela Anistia Internacional, Aluísio veio do Cenimar do Rio de Janeiro e foi mantido prisioneiro no local, até ser morto pelas mãos da equipe do torturador Dirceu Gravina.
Sobre a ocasião, Dantas Jr escreveu:
| “ | Por volta do dia 16 de maio, Aluísio Palhano chegou àquele organismo do II Exército, recambiado do Cenimar do Rio de Janeiro (...) Na noite do dia 20 para 21 daquele mês de maio, por volta das 23 horas, ouvi quando o retiraram da cela contígua à minha e o conduziram para a sala de torturas, que era separada da cela forte, onde me encontrava, por um pequeno corredor. Podia, assim, ouvir os gritos do torturado. A sessão de tortura se prolongou até a alta madrugada do dia 21, provavelmente 2 ou 4 horas da manhã, momento em que se fez silêncio. (...) 'Alguns minutos após, fui conduzido a essa mesma sala de torturas, que estava suja de sangue mais que de costume. Perante vários torturadores, particularmente excitados naquele dia, ouvi de um deles, conhecido pelo codinome de ‘JC’ (cujo verdadeiro nome é Dirceu Gravina), a seguinte afirmação:’Acabamos de matar o seu amigo, agora é a sua vez’. (...) Entre outros, se encontravam presentes naque-le momento os seguintes agentes: ’Dr. José’ (oficial do Exército, chefe da equipe); ‘Jacó’ (integrante da equipe, cabo da Aeronáutica); Maurício José de Freitas (‘Lunga’ ou ‘Lungaretti’, integrante dos quadros da Polícia Federal), além do já citado Dirceu Gravina ‘JC’, e outros sobre os quais não tenho referências. | ” |

Em 1991, o nome de Aluísio Palhano foi encontrado, no arquivo do DOPS/PR, numa gaveta com a identificação "falecidos". Nesta lista, além dos já citados por Dantas Jr, o então Comandante do DOI-CODI/SP, Major Carlos Alberto Brilhante Ustra e o Capitão Ítalo Rolim aparecem como nomes envolvidos no sequestro, tortura e morte de Aluísio.
Apesar dos depoimentos, sua morte nunca havia sido confirmada oficialmente pelas autoridades. O nome de Aluísio consta na lista de desaparecidos políticos anexa à Lei no 9.140/95, tendo sido preso em 9 de maio de 1971 em São Paulo. A identificação de sua ossada, 47 anos após seu desaparecimento, foi anunciada em 3 de dezembro de 2018; fora encontrada numa vala clandestina no Cemitério de Perus. Antes disso, acreditava-se que seu corpo fora atirado em um rio ou incinerado em algum dos altos-fornos de usinas de açúcar em Campos, junto com outros presos políticos assassinados.

## Denúncia
O caso de Aluízio Palhano vinha sendo oficialmente tratado como um caso de comum de desaparecimento quando em 2012, o Ministério Público Federal denunciou à Justiça Federal em São Paulo Carlos Alberto Brilhante Ustra e Dirceu Gravina, que ainda encontrava-se na ativa na Polícia Civil de São Paulo, pelo crime de sequestro qualificado, que, por ser permanente, não pode ser contemplado pela Lei da Anistia de 1979. A ação criminal pode ser encontrada no Tribunal Regional Federal (SP) pelo número 0004204.32.2012.4036181. A denúncia foi rejeitada pela 10ª Vara Criminal de São Paulo, que tomou o fato como prescrito. O MPF entrou com recurso na 2ª Turma do TRT da 3ª região e aguarda decisão.
O procurador da República Sérgio Suiama em depoimento à Comissão da Verdade do Estado de São Paulo “Rubens Paiva”, em 25 de fevereiro de 2013 juntamente com outros sete procuradores relatou fontes e dados levantados pelo MPF o que corroborou as informações dadas pelos depoimentos Inês Etienne Romeu e Altino Dantas Jr e ainda fez um adendo de que documentos dos arquivos públicos tanto do estado de São Paulo quanto federais comprovam que os órgãos de repressão monitoravam as atividades de Palhano desde 1964 até 1970.
Para ajudar no processo, além de Inês e Altino, o MPF ouviu a ex-presa política Lenira Machado, presa em 13 de maio de 1970, em São Paulo, e levada ao DOI-CODI/SP. A mesma declarou ter talvez visto Aluízio enquanto esteve no DOI-CODI/SP, especificamente três dias após a sua prisão. Lenira também disse ter a impressão de que foi a equipe de Gravina que o torturou. Altino chegou também a depor nessa ação, ele informou que viu Aluízio Palhano três vezes no DOI-CODI/SP. Em uma das vezes relatou ter ouvido o preso ser torturado, pois sua cela era ao lado da sala de tortura. Após ter presenciado essa cena Altino foi levado pelo capitão Ítalo Rolim até Aluízio para que ambos ajudassem um ao outro no banho, já que estavam seriamente feridos. Foi nessas circunstâncias que Aluízio revelou ao seu colega de tortura que havia sido levado a Petrópolis e depois trazido de volta.
Os depoimentos dos três ex-presos políticos, Lenira, Inês e Altino são compatíveis em diversos pontos como datas e locais e outras informações importantes, portanto foram consideradas declarações consistentes e o Ministério Público Federal considerou estes relatos como documentos sólidos que ajudam a comprovar a materialidade do crime, ou seja, o sequestro, a tortura, os maus tratos, a morte e o desaparecimento forçado.
No final de 2014, uma testemunha disse em anonimato que o sindicalista havia sido assassinado pois se negou a colaborar com seus repressores além de ter sido reconhecido na Casa de Morte de Petrópolis por um familiar, Fernando Ayres de Motta, um ex-interventor de Petrópolis e frequentador do centro clandestino, o homem, segundo a própria testemunha era irmão do marido da irmã de Aluízio, Lygia Pedreira Alves da Motta. O parentesco informado pela testemunha chegou a ser analisado e confirmado pela Comissão Nacional da Verdade, isso comprova que a vitima foi levado para Petrópolis e que depois de ter sido reconhecido pelo concunhado Fernando, foi levado de volta para o DOI-CODI/SP, onde possivelmente foi morto sob tortura.

## Desfecho
Em dezembro de 2018, a Comissão Especial sobre Mortos e Desaparecidos Políticos (CEMDP), do Ministério dos Direitos Humanos (MDH), anunciou durante o 1º Encontro Nacional de Familiares de Pessoas Mortas e Desaparecidas Políticas, em Brasília que foi identificado os restos mortais do sindicalista depois de 47 anos de seu desaparecimento.
A coordenadora-geral de Direito à Memória e à Verdade do MDH, Amarilis Tavares, declarou por meio da assessoria que a possibilidade de identificação de Ferreira era considerada viável mais, contudo só foi possível quando houve a inclusão do caso de Ferreira no processo de investigação e identificação das ossadas não identificadas em uma vala clandestina no cemitério clandestino Dom Bosco, em Perus, conhecido por ser o cemitério planejado para o enterro de pessoas desconhecidos e indigentes o que o tornou um lugar ideal para a ocultação de cadáveres de vítimas das torturas dos agentes da repressão durante o período da ditadura. O local fica afastado da região central e também não tem nenhuma organização de suas sepulturas. A vala foi descoberta na década de 1990 onde haviam sido identificados as primeiras partes de seus restos mortais.
Apesar do longo tempo desde sua morte, sua identificação foi realizada devido a um laboratório especializado em análises de DNA de materiais ósseos degradados e também de pessoas que foram vitimas de desaparecidas em períodos de onde houve a violação dos Direitos Humanos. O International Commission on Missing Persons (ICMP) até o final do ano passado haviam recebido cerca de 350 amostras do Grupo de Trabalho de Perus (GTP), criado em 2014 pelo próprio governo federal para organizar e identificar os restos mortais encontrados neste cemitério, para análise.
No dossiê realizado pelo CEMDP tinham conclusões sobre a identificação e foi apresentado pela comissão à família de Aluízio. Para seus familiares foi um grande alivio, pois lhes foi garantido o direito à um enterro digno para o sindicalista, sua irmã, Márcia Ferreira Guimarães, na época participou dessa apresentação e declarou com grande emoção:
| “ | Vivenciar o luto é um direito à dignidade que deve ser vivenciado pela família e amigos | ” |

## Homenagens
Em 1986, o Grupo Tortura Nunca Mais inaugurou uma rua com o nome de Aluísio Palhano, no bairro de Campo Grande, no Rio de Janeiro. Posteriormente, uma rua em São Paulo também foi renomeada em sua homenagem.
Em 1994, recebeu a Medalha Pedro Ernesto, da Câmara de Vereadores do Rio de Janeiro, proposta pelo vereador Adilson Pires.
Em 2000, recebeu a Medalha Chico Mendes de Resistência outorgada pelo Grupo Tortura Nunca Mais do Rio de Janeiro, por indicação do Sindicato dos Bancários.